# Nước chanh

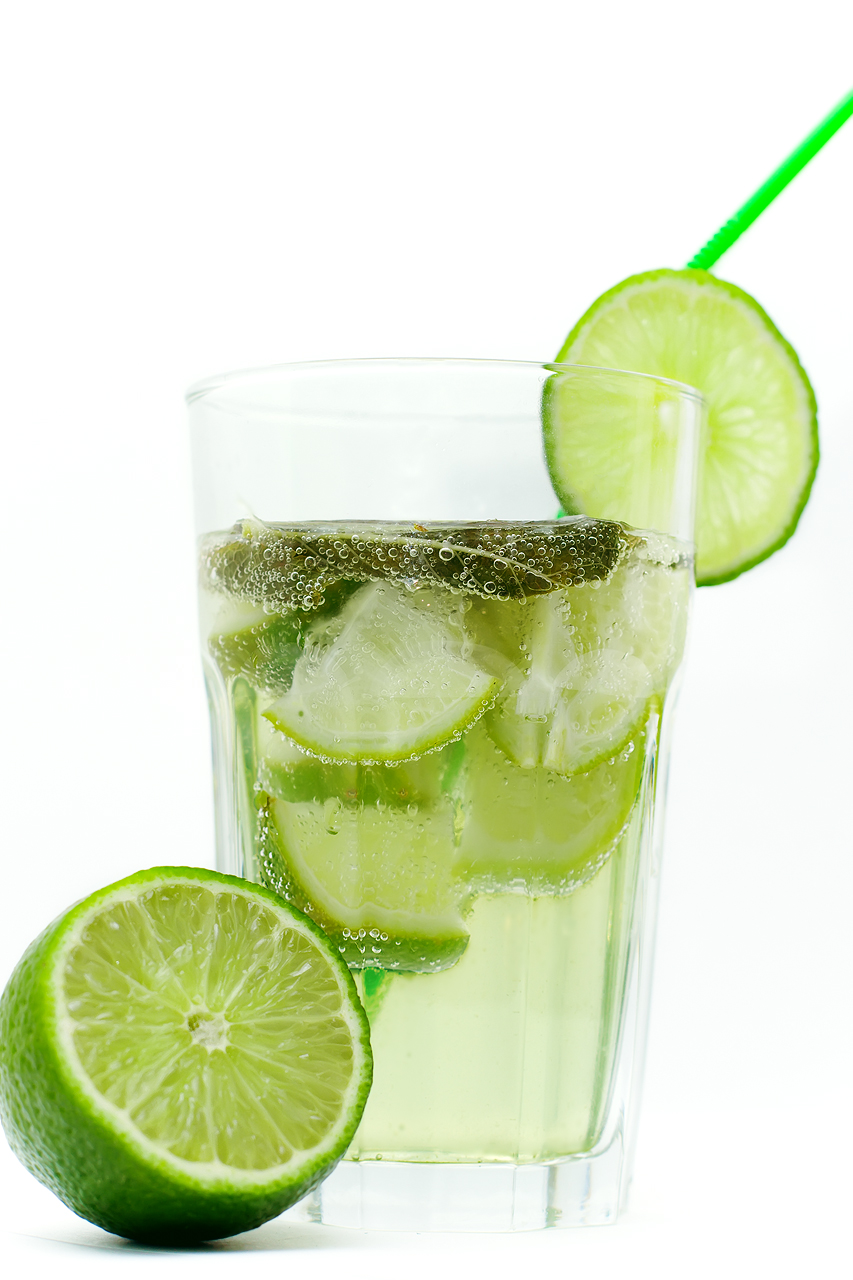
Một ly nước chanh

Nước chanh là một loại nước giải khát được chế biến từ nước cốt chanh (nước ép hay vắt từ quả chanh), pha loãng với nước và có thể được gia thêm đường, nước đá, lá bạc hà v.v.

## Thành phần
Nước chanh có chứa nhiều vitamin C do vậy là liều thuốc tốt để phòng chống và chữa những bệnh do cảm lạnh. Nước chanh cũng chứa khá nhiều kali, có tác dụng kích thích não bộ và các chức năng thần kinh khác. Ngoài ra, kali cũng giúp kiểm soát huyết áp Nước ép chanh tươi (nước cốt chanh) chứa nhiều yếu tố bổ dưỡng như protein, sợi, glucid, calci, kali. Nó giúp giảm đau tại các vết chích của côn trùng, hòa tan và thải trừ chất béo, trợ tiêu hóa, giúp làm trắng răng.

## Công dụng
Uống nước chanh có nhiều lợi ích cho sức khỏe. Uống nước chanh mỗi sáng không chỉ giúp giảm cân, hỗ trợ tiêu hóa, tăng cường miễn dịch mà còn giúp đẹp da, cải thiện tình trạng hơi thở có mùi. Uống nước chanh hàng ngày, làm giảm được mức độ axit tổng thể của cơ thể.
Nước chanh giúp thanh lọc đường ruột khỏe mạnh, tống khứ ra ngoài các chất thải không cần thiết của cơ thể vì nó là một axit cần thiết cho hệ tiêu hóa. Từ đó chúng làm giảm đáng kể chứng ợ nóng và táo bón. Uống nước chanh, sẽ đi tiểu nhiều hơn vì nó được coi là một chất lợi tiểu trong cơ thể, giúp làm sạch hệ tiêu hóa. Theo đó tốc độ đào thải độc tố cũng nhanh chóng hơn, giúp giữ cho đường tiết niệu khỏe mạnh.
Theo các chuyên gia, uống nước chanh nóng có thể giúp tăng cường tiêu hóa, ngăn ngừa triệu chứng buồn nôn, ợ nóng và tẩy trừ các loại vi khuẩn có hại cho bao tử. Ngoài ra, nước chanh còn chữa chứng táo bón và trị nấc cụt, là nguồn cung cấp chất bổ cho gan, giúp gan sản xuất ra nhiều mật, tăng cường quá trình tiêu hóa, giúp giảm việc hình thành đờm dãi trong hệ hô hấp.